# 천쓰위 (탁구 선수)
천쓰위(중국어 정체자: 陳思羽, 간체자: 陈思羽, 병음: Chén Sīyû, 한자음: 진사우, 1993년 8월 1일~)는 중화민국의 탁구 선수이다. 2012년, 2016년, 2020년 하계 올림픽에 중화 타이베이 국가대표로 참가했다.